# سرج غول
سرج غول (به عربی: سرج الغول) یک شهرداری در الجزایر است که در استان سطیف واقع شده‌است.